# Meelva soo
Meelva soo är ett träsk i Estland.   Det ligger i landskapet Põlvamaa, i den sydöstra delen av landet, 210 km sydost om huvudstaden Tallinn.